# Kernkraftwerk Donald Cook
Das Kernkraftwerk Donald (C.) Cook (englisch Donald (C.) Cook Nuclear Power Plant) mit zwei Westinghouse-Druckwasserreaktoren liegt am Ufer des Lake Michigan zwischen Bridgman und Stevensville im US-Bundesstaat Michigan, circa 90 Kilometer von Chicago entfernt.

## Geschichte
Der Bau des Kraftwerkes begann am 25. März 1969, betrieben wird es von American Electric Power.

### Block 1
Block 1 ist ein Druckwasserreaktor von Westinghouse. Der Reaktor hat eine elektrische Nettoleistung von 1016 Megawatt und eine Bruttoleistung von 1077 MW und wurde am 10. Februar 1975 in Betrieb genommen.

### Block 2
Block 2 ist auch ein Druckwasserreaktor von Westinghouse. Der Reaktor hat eine elektrische Nettoleistung von 1077 Megawatt und eine Bruttoleistung von 1133 MW und wurde am 22. März 1978 in Betrieb genommen.

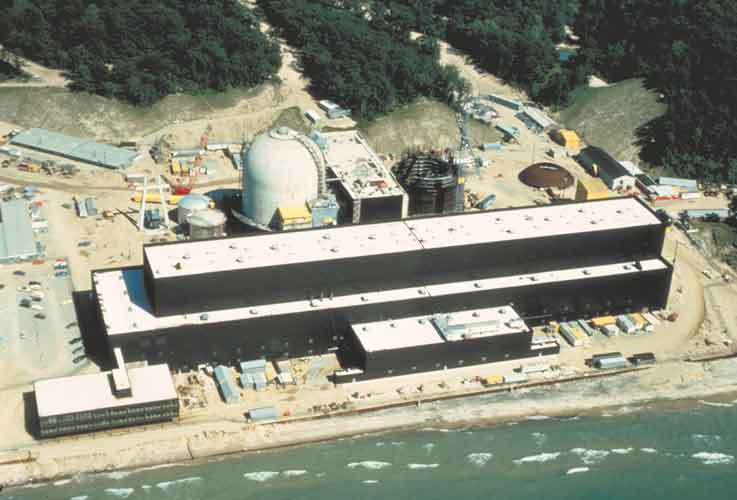
Kernkraftwerk Donald Cook während des Baus
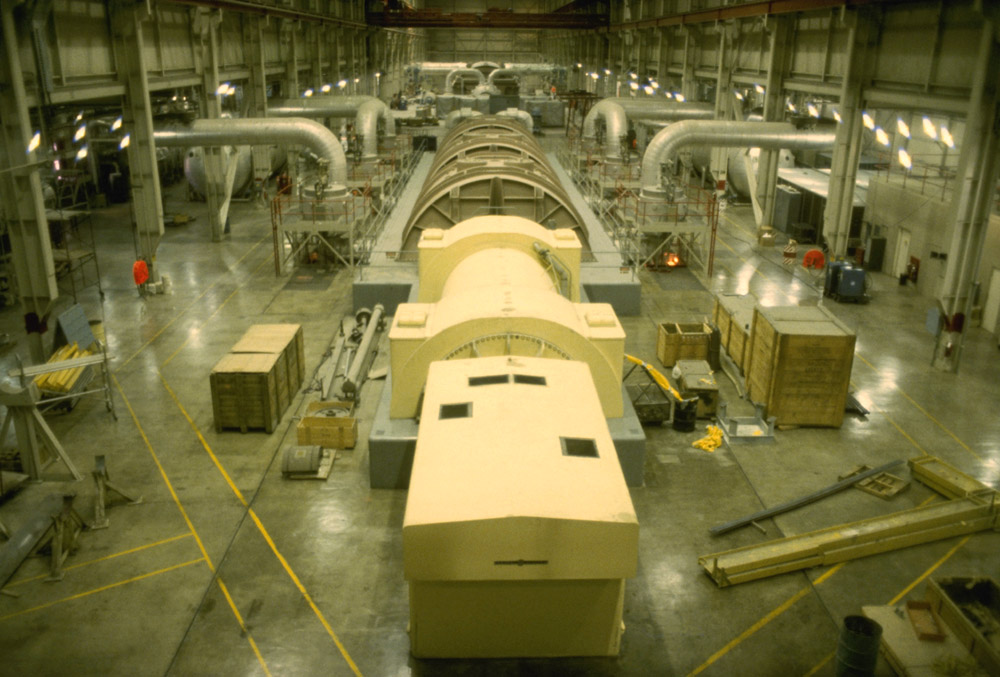
Turbinenhalle des Kernkraftwerkes
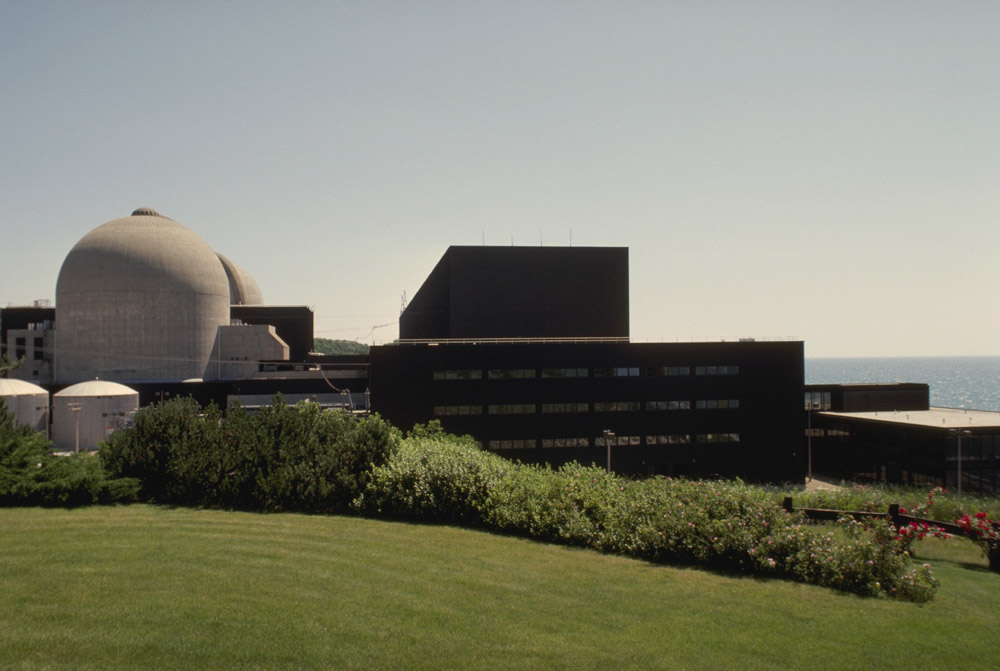
Kernkraftwerk Donald Cook
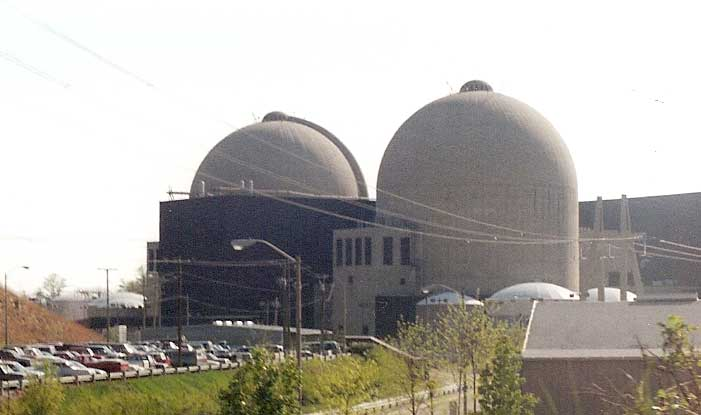
Das Kernkraftwerk im Jahr 1993

## Daten der Reaktorblöcke
Das Kernkraftwerk Donald Cook hat zwei Blöcke:
| Reaktorblock  | Reaktortyp         | Netto- leistung | Brutto- leistung | Baubeginn  | Netzsyn- chronisation | Kommer- zieller Betrieb | Abschal- tung  |
| ------------- | ------------------ | --------------- | ---------------- | ---------- | --------------------- | ----------------------- | -------------- |
| Donald Cook-1 | Druckwasserreaktor | 1016 MW         | 1077 MW          | 25.03.1969 | 10.02.1975            | 28.08.1975              | (2034 geplant) |
| Donald Cook-2 | Druckwasserreaktor | 1077 MW         | 1133 MW          | 25.03.1969 | 22.03.1978            | 01.07.1978              | (2037 geplant) |